# Dasybasis acutipalpis
Dasybasis acutipalpis är en tvåvingeart som först beskrevs av Macquart 1838.  Dasybasis acutipalpis ingår i släktet Dasybasis och familjen bromsar. Inga underarter finns listade i Catalogue of Life.